# رستم‌التواریخ
رستم‌التواریخ کتابی از محمدهاشم آصف مشهور به رستم‌الحکما از مورخان دوره زندیه و اوایل قاجار است که تاریخ سیاسی و اجتماعی ایران در دوره پادشاهی شاه سلطان حسین صفوی و استیلای افاغنه و افشاریه و زندیه تا پادشاهی فتحعلی‌شاه قاجار را روایت می‌کند.
  «اولین بار بخشی از رستم‌التواریخ توسط سلطان علی سلطانی بهبهانی در چند شمارۀ پیک ایران به چاپ رسید و سپس محمد مشیری این اثر را تصحیح و با توضیح و اضافاتی در سال ۱۳۴۸ منتشر ساخت... چاپ دیگر، به اهتمام عزیزالله علیزاده در سلسله انتشارات فردوس در سال ۱۳۸۱ در تهران منتشر شده‌است.» 
 نویسنده کتاب با دو لقب «رستم‌الحکما» که پدرش به او داده و «صمصام الدوله» که از فتحعلی شاه قاجار دریافت داشته، خود را معرفی کرده‌است. تاریخ تولد وی ۱۱۷۹/۱۱۸۰ قمری (۱۷۶۶/۱۷۶۷ میلادی) است.

## اعتبارسنجی
در مورد اعتبار کتاب رستم‌التواریخ دیدگاه‌های متفاوت و متناقضی عنوان شده‌است که به برخی از آنها اشاره می‌شود.
- عباس میلانی این کتاب را بسیار پر اهمیت قلمداد می‌کند: «به رغم اهمیت این کتاب، نه تنها مطالب چندانی دربارهٔ آن نوشته نشده بلکه متن کامل و منقح آن برای نخستین بار، بر اساس «نسخهٔ موجود در کتابخانهٔ آثار فرهنگی ایالت پروس آلمان» (جلد کتاب) در سال ۱۳۴۸ شمسی (۱۹۶۹ م) به چاپ رسید. مصنّف کتاب محمد هاشم موسوی حسینی نام داشت. ۷۳ سال عمر کرد و دست‌کم ۱۹ کتاب نظم و نثر از خود به جا گذاشت.»[۴]

- عبدالله شهبازی مطالب رستم‌التواریخ را به کل بی‌اعتبار می‌داند و آن را جعلیات فتنه‌انگیز می‌نامد.[۵] او این کتاب را بخشی از تاریخنگاری مغرضانه و هجوآمیز قاجاریان برای بی‌اعتبار کردن صفویه و زندیه می‌داند. وی دلیل خود را دو صفحه آخر کتاب می‌داند که البته در چاپ دوم آن را حذف کرده‌اند.[۵] اما با وجود نثر سنگین و جانبداری‌های فراوان آن، یکی از منابع دست اول برای مطالعه مراسم و شیوه‌های مختلف زندگی در ایران دوره صفوی و زندی است.

- محمدعلی جمالزاده در این مورد می‌نویسد: «این کتاب متضمن مطالب و وقایع و اشارات و نکات بسیاری است که گوشه‌هائی از اوضاع و احوال سیاسی و به خصوص اجتماعی مملکت و هموطنان ما را در مدت زمانی قریب به یک قرن (درست در مدت هشتاد و اندی سال) طوری نشان می‌دهد که باحتمال قوی در سایر کتاب‌ها و تواریخ بدست نمی‌آید و حتی می‌توان ادعا نمود که پاره‌ای از آن وقایع در هیچ کتاب دیگری بدست نخواهد آمد.»[۶]

- سیروس شمیسا می‌نویسد: «شاید در ارزش تاریخی رستم‌التواریخ و صحت و سقم برخی از مطالب آن جای چون و چرا باشد اما کلاً فضایی را که ترسیم می‌کند، فضایی حقیقی است. نویسنده خود از نزدیک با جو دربارهای آن دوره آشنا بوده‌است؛ لذا این کتاب برای درک اوضاع اجتماعی سیاسی سده‌های واپسین تاریخ ایران منبع قابل توجهی است.»[۷]

- رسول جعفریان در مورد این کتاب می‌نویسد: «... [رستم الحکما] سعی کرده ذهنیات خود را با تاریخ درهم آمیزد و با ارائه ترکیبی از داستان ـ تاریخ در غالب طنز، مسائل تلخ جامعه ایرانی را واگویه نماید. بنابرین هر چند به تاریخ او نمی‌توان اعتماد کرد، اما می‌توان بین شوخی و جدی، برخی از واقعیات (نه لزوماً حقایق) را که مورخان رسمی به آن نمی‌پردازند از قلم او خواند.» او رستم‌الحکما را به سوءاستفاده از وضعیت جامعهٔ ایران و باورهای هزاره‌گرایی در ترویج انتظار ظهور و بابیت متهم می‌کند.[۸] جعفریان می‌نویسد: بنده به نوبه خود نمی‌توانم باور کنم، نویسنده‌ای ده‌ها کتاب داشته باشد، از میان دوره قاجار باشد، و حتی یک نفر از معاصران، شرح حال وی را ننوشته باشد. آنچه از رستم الحکماء می‌دانیم از میان آثار خود اوست و کسی نه او را دیده و نه خبری به ما داده‌است. اگر این نکته را کنار مطالب مشکوکی از او بدانیم که دربارهٔ وعده ظهور در حوالی سال ۱۲۶۰ ق گفته، باید حدس بزنیم که او مدتی پس از این تاریخ و از عوامل بابیه است که در عین حال، در تاریخ‌نگاری هم آثاری داشته و اساساً اسم و مشخصات او هیچ ارتباطی به این نامی که از وی می‌شناسیم ندارد.

او اضافه می‌کند احتمالاً این کتاب پس از طرح ادعاهای باب و پیش از سال ۱۲۶۴ نوشته شده باشد.

## رستم‌التواریخ و بابی‌گری
رستم التواریخ چنین به پایان می‌رسد :

«این کتاب مستطاب یازده سال پیش از ظهور حضرت خلیفه‌الله صاحب‌الامر به‌دست رستم‌الحکما غلام آن جناب نوشته شد و همان سلطان صاحبقرانی که عرب هاشمی نسب و سفاک روس و اهل انکار است و در سال هزار و دویست و شصت و دو از جانب ارض غری بیرون می‌آید و عالمگیر است. بی شک و شبهه صاحب‌الزمان همان است…»

نویسنده محمد شاه قاجار را نایب امام زمان معرفی کرده‌است و بشارت ظهور را در ۱۲۶۰ یا ۱۲۶۲ داده‌است. بنا به گفته عبدالله شهبازی با این صحبت‌ها زمینه پذیرش سید علی‌محمد باب را در محمدشاه قاجار و رجال دربار قاجار فراهم آورده‌است. جعفریان معتقد است این صفحات آخر کتاب ممکن است بعدها دستکاری شده باشند.

## نمونه‌ای از متن کتاب
پس خسروخان و گرگین‌خان و اتباع و و عمله‌جاتش شروع نمودند به ایذا و آزار نمودن اهل سنت به مرتبهٔ که از حد تحریر و تقریر بیرون است. یعنی زنان و دختران و پسران را به جور و تعدی می‌گادند و اموالشان را به زور و شلتاق می‌بردند و به جور و جفا خونشان را می‌ریختند بناحق، و پروا نمی‌کردند؛ و کار چنان بر سنیان تنگ شد که از آیهٔ « إِنَّ مَعَ العُسرِ یُسراً » مأیوس و با یأس و ناکامی و ناامیدی و حسرت مأنوس شده و هر یک از ایشان « رَبَّهُ أَنَّی مَغلُوبٌ فَانتَصِر » می‌خواندند. این چند بیت از مؤلف این کتاب رستم‌الحکما می‌باشد:<ref>رستم التواریخ، ۱۳۸۱، صص